# The Ultimate Fighter: Team Rousey vs. Team Tate Finale
The Ultimate Fighter: Team Rousey vs. Team Tate Finale (também conhecido como The Ultimate Fighter 18 Finale) foi um evento de artes marciais mistas promovido pelo Ultimate Fighting Championship, ocorrido em 30 de novembro de 2013 no Mandalay Bay Events Center em Las Vegas, Nevada.

## Background
O evento principal seria a revanche pelo Cinturão Peso Mosca do UFC entre o campeão Demetrious Johnson e o desafiante Joseph Benavidez, mas devido à lesão de Anthony Pettis, a disputa pelo Título dos Moscas foi movida para o UFC on Fox 9. O evento principal agora será a luta entre os leves Gray Maynard e Nate Diaz. O evento ainda contará com a final do The Ultimate Fighter: Team Rousey vs. Team Tate na divisão dos galos masculina e feminina.
Zak Cummings era esperado para enfrentar Sérgio Moraes no evento, porém uma lesão tirou Cummings do evento e foi substituído por Sean Spencer. Porém, em 16 de novembro, Moraes também se lesionou e foi substituído pelo estreante Drew Dober.

## Card Oficial
Nota 1 Final do TUF 18 no Peso-Galo Feminino.

Nota 2 Final do TUF 18 no Peso-Galo Masculino.

## Bônus da Noite
- Luta da Noite (Fight of the Night):  Josh Sampo vs.  Ryan Benoit
- Nocaute da Noite (Knockout of the Night):  Nate Diaz
- Finalização da Noite (Submission of the Night):  Chris Holdsworth